# Juan de Timoneda
Joan de Timoneda né à Valence vers 1490 et mort dans la même ville en 1583, est un écrivain et auteur dramatique valencien.

## Œuvres
- Sobremesa y alivio de caminantes (1565)
- Patrañuelo